# Tamborim
Cet article possède un paronyme, voir Tambourin.

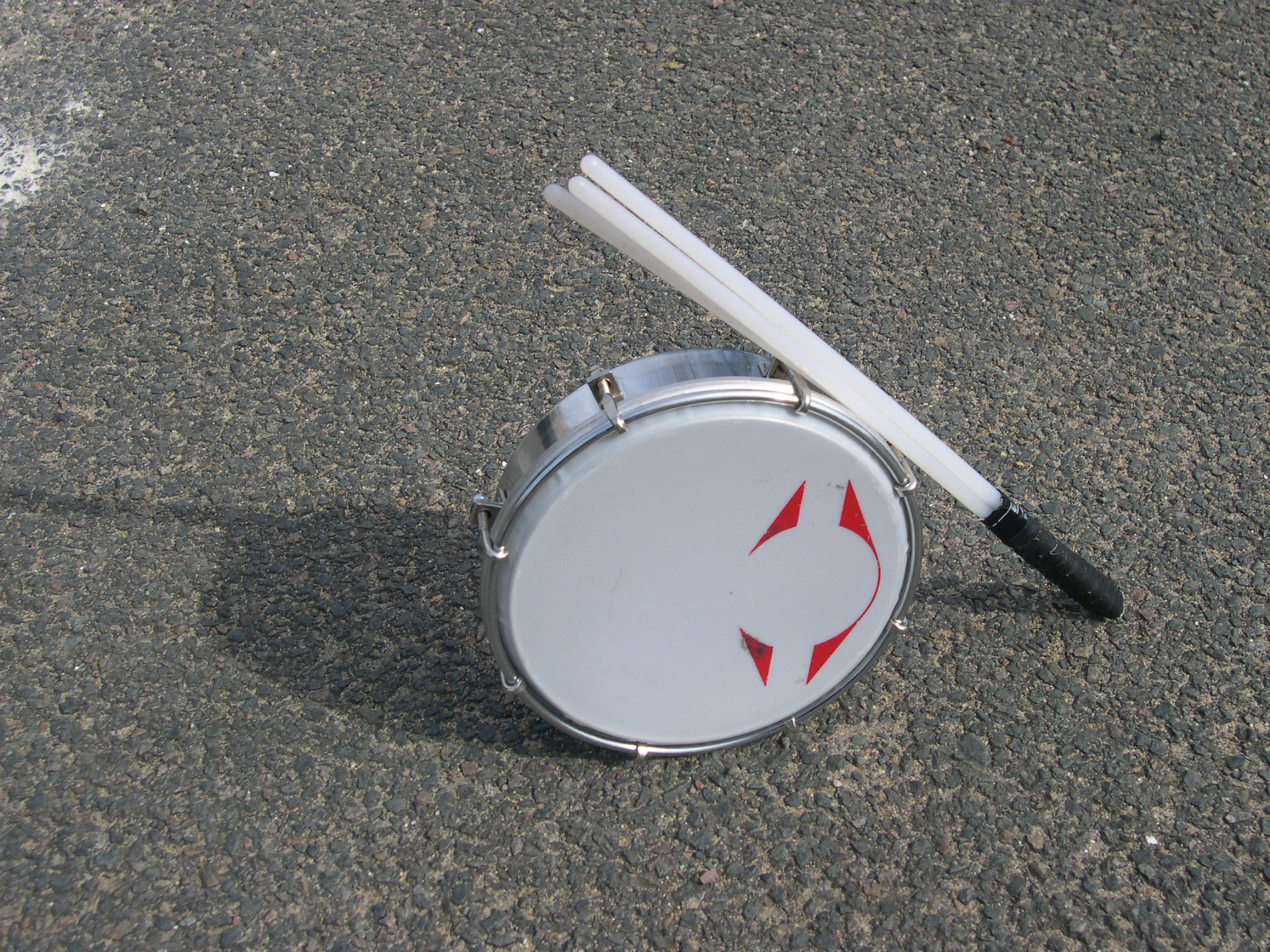
Tamborim avec une baguette

Le tamborim est un instrument de musique à percussion brésilien. C'est un tambourin moderne, très différent du pandeiro.

## Facture
C'est un petit tambourin de 6 pouces (15 cm) de diamètre (exceptionnellement, on peut en trouver de 5 pouces) dont le fût ne dépasse généralement pas 4 centimètres de profondeur. Le fût est couramment réalisé en métal (acier ou aluminium), parfois en bois (sur des modèles anciens) ou en résine plastique.
La membrane est le plus souvent en nylon, maintenue par 5 à 8 tirants, parfois doublés. Elle est très tendue pour produire un son particulièrement sec et aigu. Les premiers tamborims avaient une membrane en peau animale (une légende urbaine rapporte qu'il s'agissait de peau de chat, mais un tel cuir est en réalité bien trop fragile pour ce type d'usage ; il s'agissait en fait de peau de chèvre).

## Jeu
Le tamborim est tenu de la main dite « faible », le pouce et l'auriculaire à l'extérieur du fût, les autres doigts à l'intérieur. L'index ou le majeur sont parfois utilisés pour modifier le son en venant toucher la peau par l'intérieur.
L'instrument se joue soit avec une baguette en bois, pour accompagner en soliste une formation de pagode, de chorinho ou de bossa nova, soit avec un fouet (baguette souple en matière plastique à plusieurs brins de nylon ou de polyacetal), dans le cadre d'une batterie de samba où il peut y avoir jusqu'à 50 instruments sur ce pupitre. Plus rarement, il peut être joué avec les doigts.
La technique de jeu comprend en particulier le « virado », ou « retourné », qui consiste à retourner rapidement le tamborim entre deux notes, pour frapper la peau lors d'un mouvement ascendant de la baguette, et jouer ainsi des coups supplémentaires avec un effort réduit.
Dans la batucada, la fonction musicale du tamborim est de jouer des parties alternativement répétitives (avec de longues séquences de retournés) et syncopées, qui viennent donner du relief et des variations rythmiques en se superposant aux phrases plus répétitives du reste de la batterie de percussions.